# Zaozërnyj
Zaozërnyj (in russo Заозёрный?) è una città della Russia nel Territorio di Krasnojarsk che sorge sulle rive del Barga a 120 chilometri da Krasnojarsk ed ospita una popolazione di circa 11.000 abitanti. La città è stata fondata nel 1776 ed ha ottenuto nel 1948 lo status di gorod, ovvero città, ed è capoluogo del Rybinskij rajon.

## Galleria d'immagini

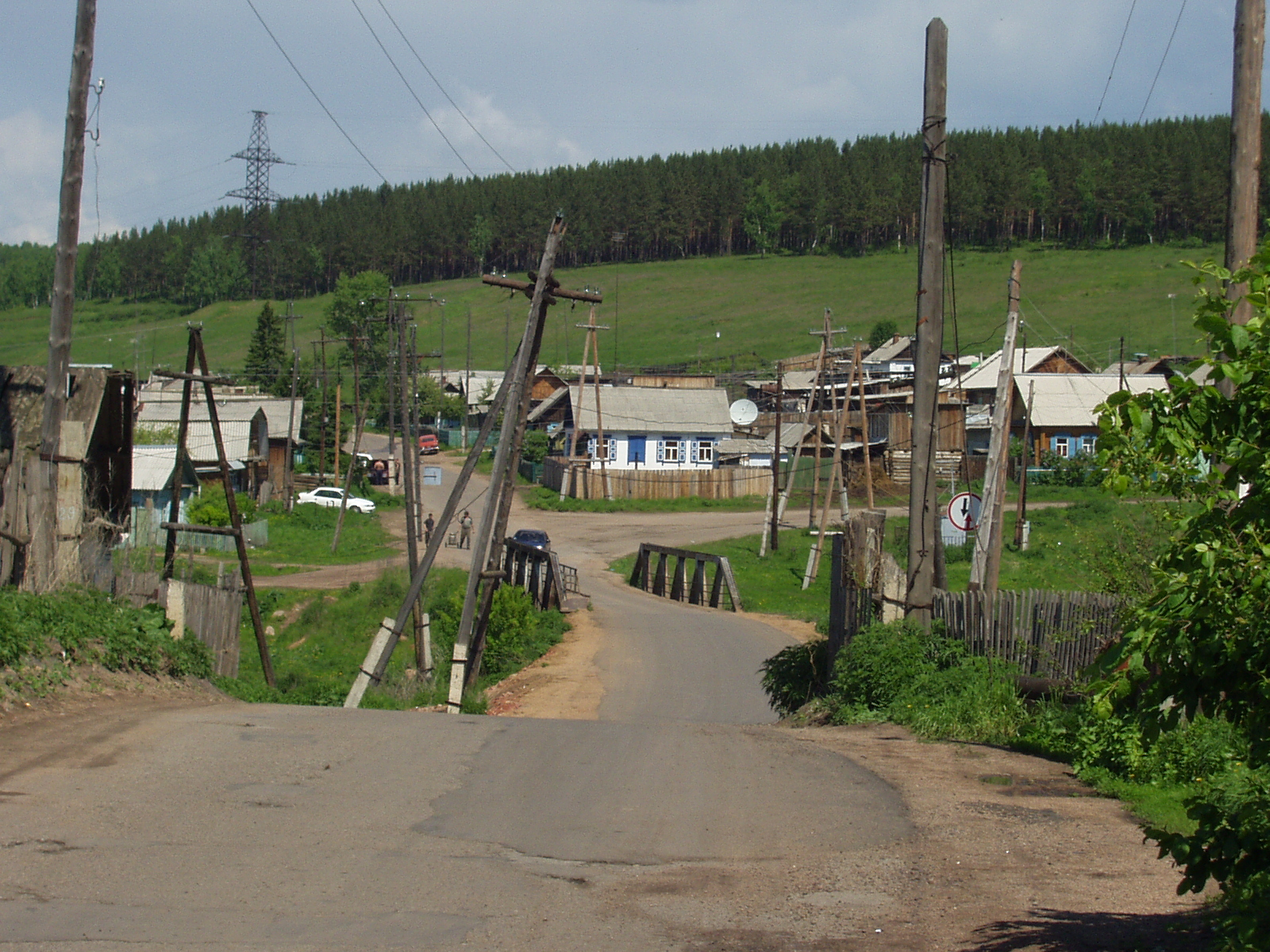
Zona rurale della città
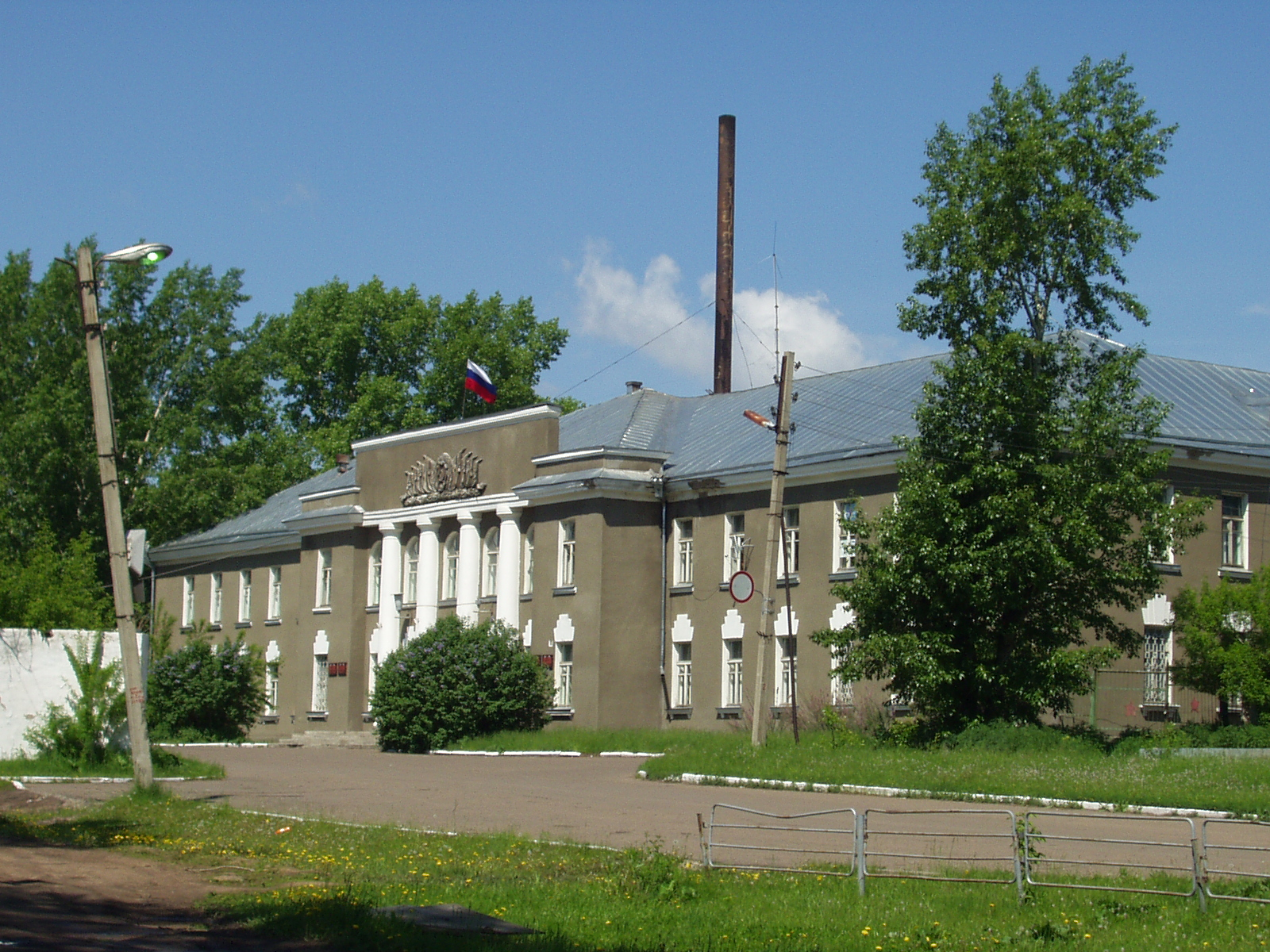
Il Municipio
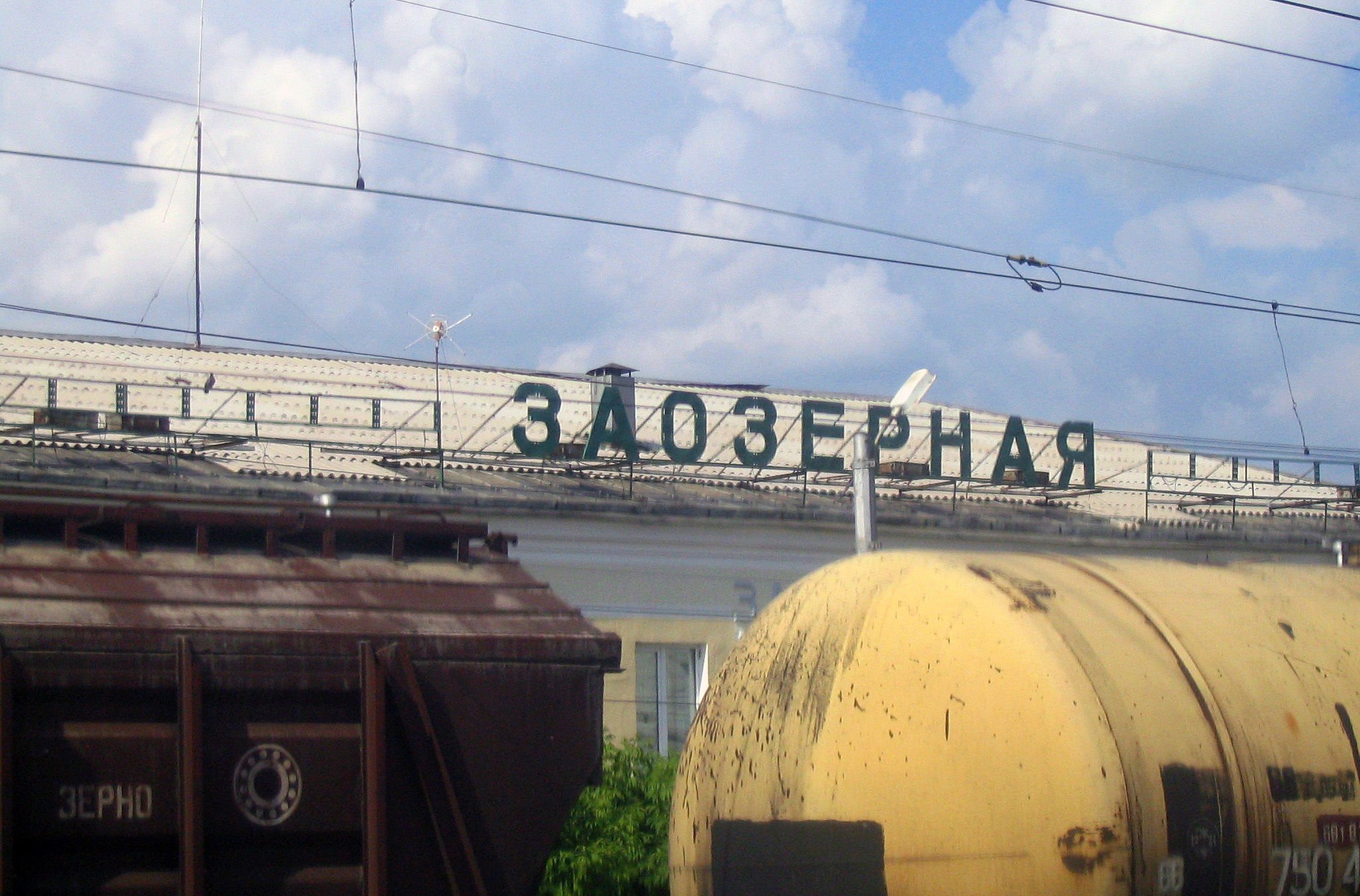
La stazione ferroviaria